# Kalibaru (Cilodong)
Kalibaru is een bestuurslaag in het regentschap Depok van de provincie West-Java, Indonesië. Kalibaru telt 22.024 inwoners (volkstelling 2010).